# Golgatha (Band)
Golgatha (Eigenschreibweise :Golgatha:) ist eine deutsche Musikgruppe, die 2004 vom Musikjournalisten Christoph Donarski gegründet wurde. Sie bezeichnet ihren eigenen Stil als Ritual-Folk-Musik und bezieht sich auf Traditionen der Dark-Ambient-, Ritual- und der Apocalyptic-Folk-Musik. Die Band bedient sich akustischer Instrumente (Gitarre, Bass, Streicher, Flöte, Perkussion), elektronischer und männlicher bzw. weiblicher Stimmen. Weitere Bandmitglieder: S. Marleni (Gitarre, Keyboard, Perkussion, Gesang), Sorakey (Gesang), Ildìko (Gesang), Anna-Maria K. (Bratsche).

## Name
Die „:“, die den Namen umrahmen, kennzeichnen den in sich geschlossenen Sinngehalt des Namens, der laut dem Selbstverständnis der Band nicht auf seine geographische oder christlich-mythologische Bedeutung reduziert werden soll.

## Geschichte
Bis heute wurden drei offizielle Vollzeitalben, eine E.P. und mehrere Compilationbeiträge veröffentlicht. Die erste selbstproduzierte CD-R Waste Land ist von T.S. Eliots epischem Gedicht beeinflusst und erzählt vom ewigen Konflikt der Kulturen. Die Titel-Metapher kann hierbei als Synonym für den Zustand der Welt gesehen werden. Musikalisch werden hier ambiente und rituelle Klänge geboten, die bereits mit einigen akustischen Akzenten variiert werden.
Das erste Album Kydos. Reflections on Heroism (2005) knüpft an diesen Konzeptcharakter an und illustriert Ideen des Heroismus quer durch die Geschichte. Hier tauchen erstmals Folksongs (zwei davon gesungen von Patrick Leagas) auf, die auch zukünftig immer wieder den eher soundtrackartigen Charakter der Musik von :Golgatha: mitbestimmen. Als Ergänzung zu diesem Album erschien die eher mythologisch orientierte Mini-CD Icarus e.p. (2006), die ebenfalls ambiente und folkige Strukturen kombiniert.
Seven Pillars. Reflections on the Myth of T.E. Lawrence (2006) setzt thematisch den begonnenen Weg fort, illustriert und kommentiert mit musikalischen Mitteln den Mythos den britischen Schriftstellers, Archäologen und Soldaten Thomas Edward Lawrence „von Arabien“. Hier tauchen erstmals auch umfassende Streicherpassagen auf sowie eine arabische Frauenstimme.
Mit Tales of Transgression & Sacrifice (2007) wechselte :Golgatha: vom kleinen Independent-Label Athanor (F) zu dem renommierten schwedischen Verlag Cold Meat Industry. Mit aufwändigem Fotobooklet (gestaltet von Birthe Klementowski), zahlreichen Zitaten und einem erweiterten Klangspektrum setzt man sich hier mit der Philosophie von Georges Bataille auseinander. Neben einer neuen Sängerin hört man hier komplexe Perkussionarrangements.
2008 erschien das in enger Zusammenarbeit mit der französischen Neoklassik-Formation Dawn & Dusk Entwined aufgenommene epische Album Sang Graal, das verschiedene Interpretationen des Gralsmythos' thematisiert.
Im Frühjahr 2009 veröffentlichte das chinesische Label MidNight Productions eine rituelle Ambient-CD von :Golgatha:, die in Zusammenarbeit mit der Fotokünstlerin Birthe Klementowski entstand und von 12 Fotos inspiriert ist, die den Zyklus von Leben und Tod illustrieren.
2011 wechselte :Golgatha: zu dem deutschen Label Trisol, wo umgehend das Album Horns of Joy erschien, ein Zyklus von 13 Stücken, die sich „mit dem Nihilismus und seiner Überwindung“ (linernotes) auseinandersetzen.

## Diskografie

### Alben
- Kydos - Reflections on Heroism (Athanor 2005)
- Icarus e.p. (:Ikonen: media, 2006)
- Seven Pillars - Reflections on the Myth of T.E. Lawrence (Athanor 2006)
- Tales of Transgression and Sacrifice (Cold Meat Industry 2007)
- Sang Graal (zusammen mit Dawn and Dusk Entwined, Cold Meat Industry 2008)
- The Waste Land (Re-Release der CD-R, Cold Meat Industry 2009)
- Cycles (zusammen mit der Fotokünstlerin Birthe Klementowski, MidNight Productions 2009)
- The Horns of Joy (Trisol 2011)

### Kompilationen
- ...in the Crystal Cage (:Ikonen: media, 2005)
- Saw II (Trisol, 2006)
- All My Dead Friends (Cold Meat Industry, 2007)
- With Friends Like These (Tursa/Kaparte, 2010)
- Thanateros - Visions of Love & Death (:Ikonen: media, 2011, 2 Tracks)
- Beyond the Mirror of Time (Shelley Schellack, 2011)
- Das Leben der Mondsoldaten (Fungus Rock 2012, 3 Tracks)

### Kollaborationen
- Oda Relicta - Ukrainian Resurgent Army (Steinklang, 2012, Song: 'From Dreams Into Ranks')
- Samsas Traum / Weena Morloch - Käfer.Maden.Würmer.Spinnen (Trisol 2011, Remix von 'Amok')